# Dip (esercizio)

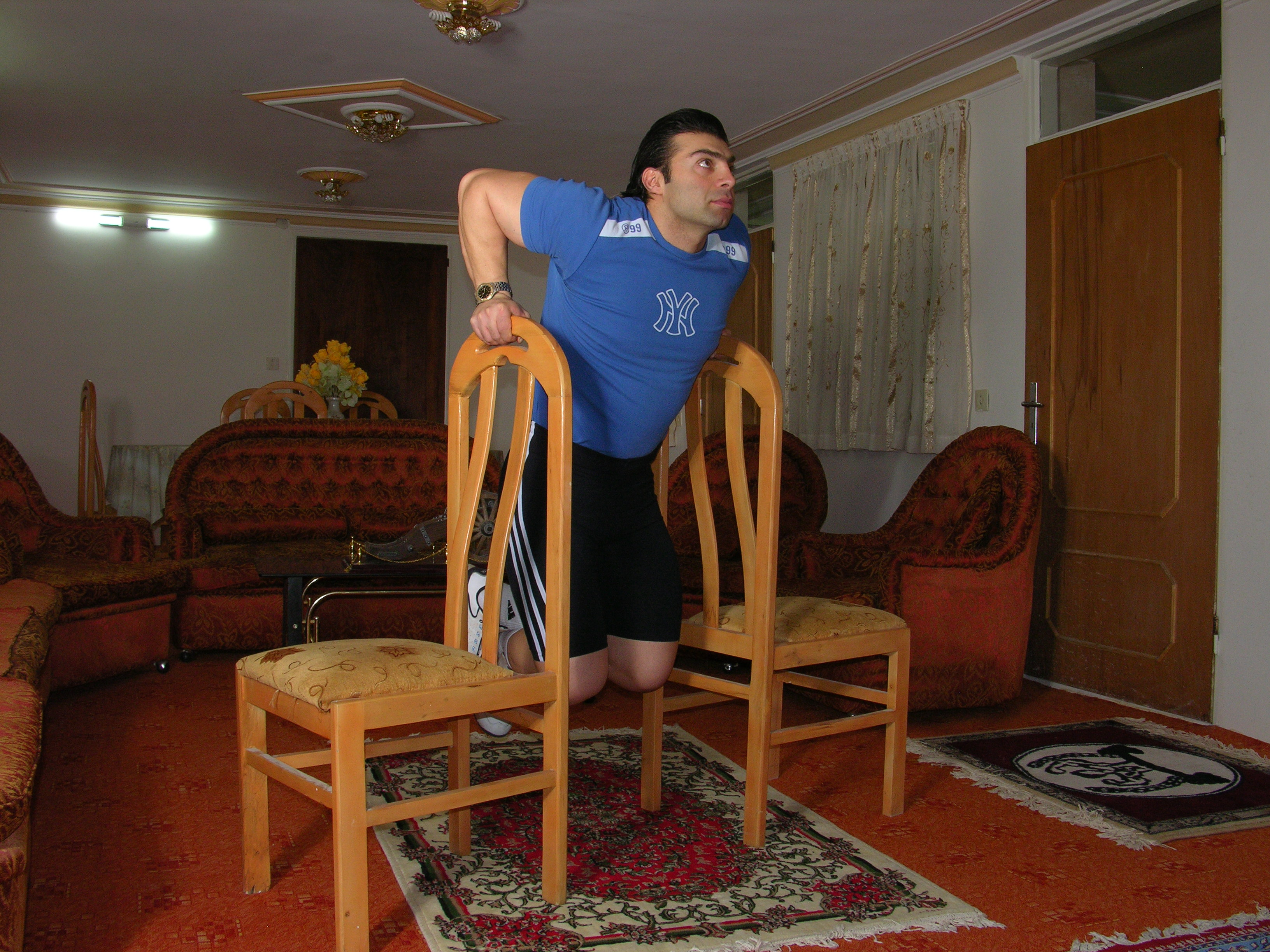
Esecuzione di un dip alle parallele con l'utilizzo di due sedie. In questo momento ci si trova nella fase eccentrica dell'esercizio

Le dip o i dip rappresentano un'ampia categoria di esercizi calistenici (a corpo libero) utilizzati per stimolare molti muscoli della parte superiore del corpo, in particolar modo il grande pettorale, il deltoide anteriore e il tricipite brachiale.

## Definizione
Le dip (termine inglese che significa abbassare, calare, immergere, oppure tuffo, traducibile come "distensioni", "piegamenti" "estensioni" o "flessioni") sono esercizi, nella maggior parte dei casi callistenici, che implicano un movimento multiarticolare degli arti superiori, spesso caratterizzato da una traiettoria bidimensionale o tridimensionale intermedia tra la flessione, l’adduzione e la flessione orizzontale della spalla e dall’estensione del gomito. Considerando che la traiettoria del braccio è variabile e modificabile, il movimento delle dip può svolgersi su diversi piani di lavoro. Poiché il carico durante le dip a corpo libero è determinato dal peso corporeo del soggetto (più l'eventuale sovraccarico) e dalla sua conformazione, possono essere eseguite diverse variazioni biomeccaniche che alterano l'attività muscolare fornendo potenzialmente un maggiore o un minore stimolo sul muscolo bersaglio che si intende sollecitare. Queste variazioni dipendono anche dalla specifica variante praticata, in quanto le diverse modalità possono imporre traiettorie articolari significativamente differenti. Nelle diverse varianti, il movimento parte generalmente con il corpo in sospensione, le braccia tese in verticale lungo i fianchi in blocco articolare, le mani ad impugnare due barre parallele o una barra orizzontale (davanti o dietro al corpo), oppure con i palmi delle mani aderenti ad un piano d'appoggio posto lateralmente o dietro al corpo (come una panca). La fase eccentrica del movimento comporta la discesa controllata del busto verso il basso in senso verticale mediante l’iperestensione, l’abduzione o un piano intermedio (a seconda della variante scelta) della spalla e la flessione del gomito. La fase concentrica determina la risalita del busto verso l'alto in verticale mediante la flessione (o adduzione) della spalla e l’estensione del gomito. Le dip coinvolgono una buona parte dei distretti muscolari della parte superiore del corpo, ma i principali sono il grande pettorale, il tricipite brachiale e il deltoide anteriore. Tra i numerosi muscoli sinergici minori è il piccolo pettorale, il trapezio, il gran dentato, il coracobrachiale e l'anconeo. Le rappresentazioni più comuni delle dip sono eseguite alle parallele e su panca, ma l'esercizio può essere praticato su barra orizzontale, su barre convergenti o divergenti, agli anelli della ginnastica artistica o su macchine specifiche, come la dip machine o al easy power station. Inoltre, si possono fare a carico naturale, con carico alleggerito o con zavorra.

## Dip alle parallele

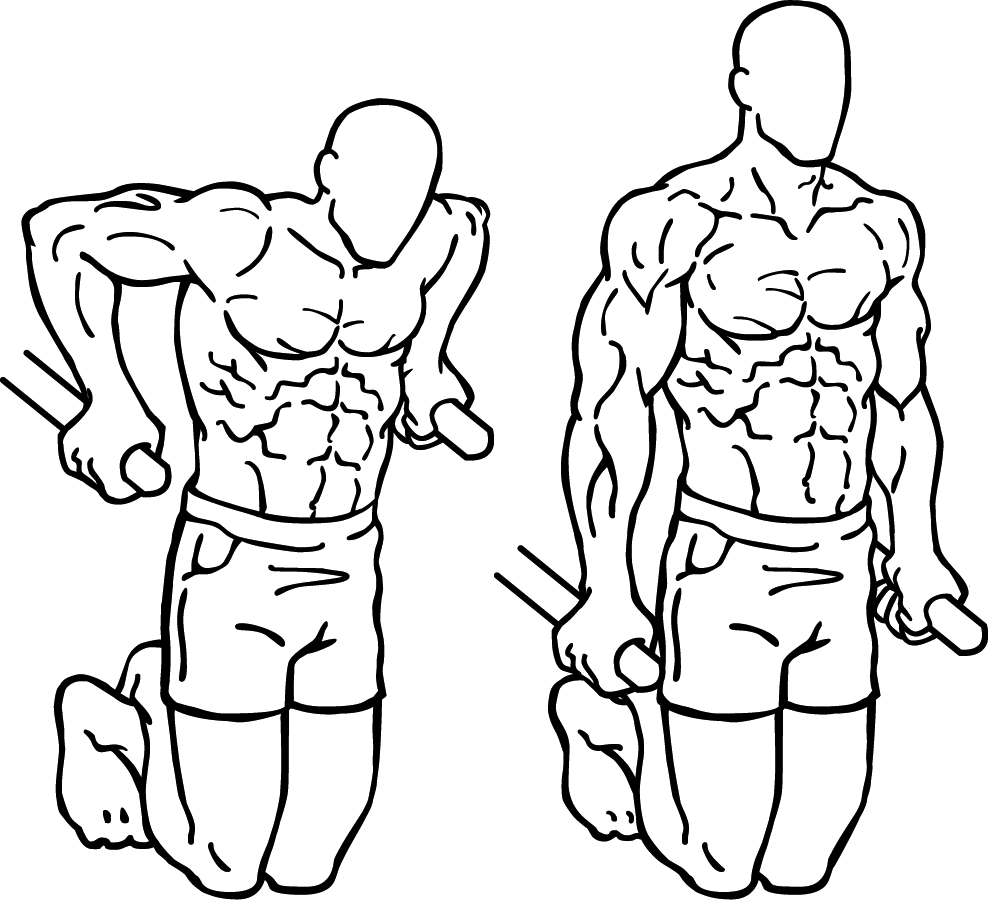
Picco della fase eccentrica e concentrica nelle dip alle parallele.

Le dip alle parallele (parallel bar dips) sono la variante più popolare. L'esecutore si posiziona in mezzo alle barre parallele impugnandole saldamente con entrambe le mani. Esse possono essere eseguite sulla cosiddetta dip station (la struttura apposita) o alle barre parallele usate nella ginnastica artistica. La posizione iniziale prevede le braccia tese in verticale a gomiti completamente estesi cosicché il corpo sia tenuto sospeso in equilibrio con le mani sulle barre. La partenza prevede la discesa controllata del busto verso il basso in senso verticale fino al limite consentito dalla mobilità della spalla, approssimativamente attorno ad un livello di flessione del gomito di 90° e ad un’iperestensione della spalla attorno a 50-70°, un livello in cui il braccio (omero) raggiunge un'inclinazione in prossimità della linea orizzontale rispetto al terreno. Dopodiché, si risale fino a tornare alla posizione di partenza mediante una flessione della spalla (tornando a circa 0°, cioè lungo ai fianchi) e all’estensione del gomito. Molti autori sostengono che le dip alle parallele possono essere eseguite in modalità diverse per enfatizzare maggiormente la sollecitazione del grande pettorale o dei tricipiti, variando la traiettoria del braccio e l'inclinazione del busto. La teoria frequentemente esposta sostiene che il grande pettorale venga maggiormente sollecitato se il busto viene inclinato all'indietro (mantenuto in diagonale) e i gomiti vengono mantenuti larghi, rendendo il movimento del braccio intermedio tra l’estensione e l’abduzione. Viceversa i tricipiti sarebbero più sollecitati se il corpo viene mantenuto in verticale con i gomiti stretti, determinando la pura iperestensione del braccio. Sebbene siano stati condotti alcuni studi sull'esercizio delle dip, non sembra sia stata data una conferma su queste teorie. Una delle motivazioni più frequenti per cui il busto inclinato all'indietro e i gomiti larghi siano strategie più indicare per sollecitare il grande pettorale, sarebbero dovute al fatto che in questo modo viene riproposto o mimato il gesto motorio delle distensioni su panca declinata, cosa che non avverrebbe se i gomiti vengono mantenuti stretti. Per quanto tali teorie possano risultare convincenti, sarebbero necessarie delle analisi specifiche per poter determinare se siano effettivamente e completamente fondate. Alcuni studi hanno osservato che le dip su panca erano più indicate per sollecitare i capi mediale e laterale del tricipite rispetto alle dip alle parallele, mentre queste ultime riuscivano ad attivare maggiormente il capo lungo del tricipite (Boeckh-Behrens e Buskies, 2000). Altri studi fecero conclusioni simili, osservando che le dip alle parallele risultavano tra gli esercizi per tricipiti capaci di attivare significativamente tutti i tre capi di questo muscolo (Tesch, 1999). Tuttavia non sembra siano state condotte analisi per verificare se la modifica della larghezza dei gomiti possa effettivamente orientare un maggiore lavoro sul grande pettorale o sui tricipiti (per approfondimenti si veda il paragrafo Dip come esercizio per il petto o per i tricipiti?: controversie).

### Gironda dip
Le Gironda dips rappresentano una serie di varianti delle normali dip alle parallele ideate dal popolare ex culturista Vince Gironda. Le dip di Gironda vennero elaborate con l'idea di enfatizzare l'attività del grande pettorale. Ne esistono tre varianti: dip di Gironda a presa inversa (su barre parallele), Gironda V-bar dips (su barre convergenti), Gironda reverse V-bar dips (su barre divergenti).

### Dip su panca

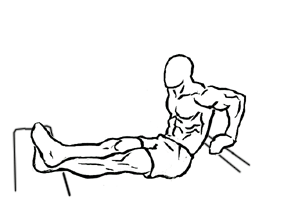
Rappresentazione delle dip tra le panche nel picco della fase eccentrica: il movimento si arresta all'incirca quando il gomito raggiunge una flessione di 90°.

La dip su panca (bench dips) rappresentano una variante facilitata dell'esercizio, e sono ritenute generalmente più efficaci per stimolare i tricipiti rispetto al grande pettorale. Queste possono essere eseguite in due modalità: le dip in appoggio su panca con i talloni per terra, oppure le dip tra le panche (vedi immagine), in cui due panche vengono posizionate parallele tra loro, e i talloni vengono poggiati sul bordo della panca di fronte all'esecutore. Quest'ultima variante è più impegnativa. In entrambi i casi il soggetto posiziona le mani sulla panca posta dietro di sé, con i pollici rivolti verso il corpo, i palmi aderenti al piano e le dita al bordo. Le braccia nella fase di partenza sono tese in verticale e il tronco viene mantenuto eretto circa in verticale. In entrambe le modalità citate, si procede abbassando il busto in verticale in maniera controllata mediante l’iperestensione del braccio e la flessione del gomito, fino a quanto permesso dalla mobilità dell'articolazione della spalla. Si risale fino a tornare alla posizione di partenza. Durante il movimento è importante mantenere il busto in prossimità dell'inclinazione verticale, lo sguardo in avanti, il petto in fuori e i gomiti dietro al corpo in modo che le braccia risultino all'incirca parallele tra loro, evitando di incassare le spalle. Le dip su panca sono suggerite come la prima variante da eseguire per abituarsi al movimento prima di passare alle più difficili dip alle parallele. Le dip tra le panche, di esecuzione più difficile rispetto a quelle con i talloni a terra, si possono rendere ancora più impegnative utilizzando una zavorra posizionata sulle cosce. Alcuni studi hanno dimostrato che le dip su panca sono uno degli esercizi più efficaci per stimolare globalmente i tricipiti (Tesch, 1999; Boehler et al., 2011), mentre altri hanno stabilito che questa variante è meno efficace rispetto alle dip alle parallele per stimolare il capo lungo del tricipite, facendo lavorare soprattutto i capi laterale e mediale (Boeckh-Behrens e Buskies, 2000).
Le dip di Gironda a presa inversa sono caratterizzate dall'impugnatura sulle barre parallele inversa rispetto alla presa neutra standard. In altre parole, l'impugnatura inversa prevede l'intrarotazione dei polsi (palmi rivolti verso l'esterno), così da permettere l'allargamento massimo dei gomiti. Secondo le indicazioni di Gironda, i gomiti devono essere mantenuti larghi, la testa in basso con il mento in appoggio sul petto, la schiena curva in avanti, e le punte dei piedi unite verso il basso e manutenute al di sotto del viso o leggermente più in avanti. Nel picco della fase eccentrica (il punto più basso), il braccio raggiunge un livello di abduzione molto marcato, anche fino a 130°, un livello discutibilmente sicuro per l'articolazione della spalla.
La dip di Gironda su barre convergenti (Gironda V-bar dips) e su barre divergenti (Gironda reverse V-bar dips) sono altre due varianti ideate da Gironda in cui la modalità esecutiva rimane analoga. Vengono praticate su una dip station con barre a "V", che, a seconda della posizione del tronco, possono risultare convergenti o divergenti. In entrambe queste modalità è possibile regolare la larghezza dell'impugnatura con il fine di promuovere un maggior intervento del grande pettorale. In particolare le Gironda reverse V-bar dips (su barre divergenti) vengono praticate anch'esse a presa inversa, con l'effetto di ridurre lo stress sui polsi grazie ad una minore richiesta di intrarotazione rispetto alle barre parallele.
Secondo Gironda, queste varianti (specie quelle a presa inversa) sono in grado di isolare il grande pettorale senza chiamare in causa i tricipiti. Queste ipotesi tuttavia sembrano essere poco verosimili. Le dip di Gironda a presa inversa (o in genere a gomiti larghi) obbligano il braccio a muoversi sul piano frontale invece che sagittale o bidimensionale, determinando quindi una pura adduzione del braccio piuttosto che una flessione nella fase concentrica. È ben noto che l'adduzione sia un movimento che compete ad altri muscoli importanti oltre al grande pettorale, ovvero il grande dorsale e il grande rotondo, pertanto, sebbene possa essere espressa una buona forza complessiva, non sembra plausibile un maggiore isolamento del grande pettorale con questa variazione. Secondo l'autore, tenderebbero a ridurre l'intervento dei tricipiti, e questo può essere verosimile, perché egli suggerisce di eseguire l'esercizio su delle barre piuttosto distanti tra loro, attorno agli 80 centimetri. Studi elettromiografici sull'analisi delle distensioni su panca piana hanno dimostrato che più la presa risulta larga e meno i tricipiti vengono coinvolti a favore del grande pettorale. Per tale motivo è probabile che ciò si verifichi anche sulle dip, ma solo se le barre sono sufficientemente distanti tra loro da permettere una presa larga. Infine, un'ulteriore critica verso questa variante riguarda il particolare stress dell'articolazione scapolo-omerale (sindrome da impingement) dovuta all'estrema abduzione del braccio in intrarotazione nel picco della fase eccentrica, una condizione che verrebbe ulteriormente aggravata se il braccio supera i 90° di abduzione come suggerito da Gironda stesso. Sebbene in questo caso il movimento avvenga in maniera passiva, l'abduzione della spalla con il braccio intrarotato - come avviene nelle dip di Gironda - è generalmente riconosciuta come il peggiore movimento per il rischio di sviluppo o degenerazione della sindrome da impingement. In alcuni casi il rischio di impingement è stato segnalato a soli 60° di abduzione, quando le dip di Gironda forzano l'abduzione in intrarotazione ben oltre i 90°.

### Dip russe
Le dip russe (Russian dips) sono una variante poco conosciuta praticata sulle sbarre parallele. La posizione di partenza e il movimento eccentrico iniziale sono analoghi a quelli adottati nelle normali dip alle parallele. Entrambe prevedono inizialmente le braccia tese lungo i fianchi, mentre nella fase eccentrica si giunge al punto di massima iperestensione della spalla (50-70° circa) e di flessione del gomito (90° circa). In questo punto si può individuare la differenza tra le dip russe e le dip tradizionali. Mentre in queste ultime si torna a sollevare il corpo iniziando normalmente la fase concentrica, nelle dip russe l'esecutore continua la fase eccentrica spingendosi indietro in modo che gli avambracci vengano appoggiati in orizzontale sulle sbarre parallele, mantenendo la flessione del gomito a circa 90° e, a seconda della variante, portando la spalla in abduzione a circa 90° oppure in flessione a 0° (lungo i fianchi). In questa posizione gli avambracci sono completamente aderenti alle sbarre orizzontali, e il corpo si trova in una posizione più o meno verticale. Dopodiché l'esecutore compie il gesto inverso aiutandosi con la testa e il busto per tornare alla posizione di partenza.

### Dip alla sbarra
Le dip alla sbarra (straight bar dips) sono la variante praticata su una sbarra orizzontale. L'esercizio viene eseguito con entrambe le mani su una barra orizzontale posizionata di fronte al corpo. La presa dovrebbe risultare distante a pochi centimetri dalla larghezza dei fianchi, anche se è possibile sperimentare posizioni delle mani più larghe o più strette. Come avviene sulle distensioni su panca, stringendo la presa si enfatizza l'attività dei tricipiti, mentre allargandola si tende ad orientare il maggiore lavoro sui muscoli motori della spalla. Diversamente da quanto accade con le dip alle parallele, la variante su barra dritta impone un movimento del corpo attorno alla barra. Durante l'abbassamento, vi è la necessità di inclinare il busto gli arti inferiori in avanti per mantenere l'equilibrio. Questo comporta una maggiore attivazione muscolare nel ruolo sinergico o stabilizzatore a carico della muscolatura addominale, delle spalle e dei trapezi. A questo proposito sarebbe suggeribile evitare di incassare le spalle durante l'abbassamento del corpo e impedire che le braccia si allarghino. I gomiti dovrebbero essere orientati dietro al corpo durante la fase eccentrica. Come nell'esecuzione delle dip alle parallele, bisognerebbe assicurarsi di scendere con il corpo ad un livello sufficiente. Si dovrebbe cercare di toccare la barra con il petto e raggiungere un angolo di flessione dei gomiti di 90°. Le dip alla sbarra obbligano ad un movimento della spalla su un piano tridimensionale con il busto inclinato in avanti e o gomiti larghi. Il movimento in questione può essere simile a quello delle dip alle parallele per il petto, dove allo stesso modo il busto viene mantenuto inclinato e i gomiti larghi. Le dip alla sbarra sono uno dei movimenti precursori del muscle-up, esercizio composto da trazioni alla sbarra a presa larga (pull-up) e dip alla sbarra eseguiti in sequenza. Essendo una variante piuttosto impegnativa, prima di passare alle dip alla sbarra si suggerisce un'adeguata esperienza con altre modalità come le dip su panca o alle parallele.

### Dip coreane
Le dip coreane (korean dips) sono la variante delle dip alla sbarra in cui il movimento viene compiuto sulla sbarra orizzontale dietro il corpo. Il movimento articolare è molto simile alle dip tra le panche (bench dips), ma in questo caso gli arti inferiori sono in sospensione e sono richiesti maggiore stabilità ed equilibrio. Le dip coreane sono tra le varianti più difficili da eseguire. Poiché è difficile controllare la stabilità del corpo da tale angolazione, per poter mantenere l'equilibrio durante il movimento è necessario focalizzarsi sull'attività degli stabilizzatori del tronco come i muscoli paravertebrali e addominali, ma anche sull'azione stabilizzatrice degli ischiocrurali e dei glutei. Grazie a questa maggiore richiesta di intervento della muscolatura stabilizzatrice, le dip coreane coinvolgono una maggiore quantità di muscoli del corpo. A causa della difficoltà esecutiva, alcuni autori suggeriscono di prendere familiarità con altre dip ed essere in grado di effettuare almeno 20 ripetizioni consecutive con le dip alle parallele, e riuscire ad eseguire con facilità le convenzionali dip su sbarra dritta. La sbarra dietro al corpo può inoltre causare un forte stiramento delle spalla, pertanto si suggerisce un adeguato riscaldamento prima di affrontare l'esercizio.

### Dip agli anelli
Le dip agli anelli (ring dips) sono la variante praticata sui tipici anelli della ginnastica artistica. Prima di iniziare è necessario regolare l'altezza degli anelli in modo che i piedi non tocchino il pavimento durante la posizione più bassa raggiunta nel movimento. L'esecutore impugna un anello con ogni mano, poi prende un leggero slancio per aiutarsi a raggiungere la posizione di partenza con le braccia completamente tese e bloccate. Si procede iniziando la fase eccentrica flettendo i gomiti e abbassando il corpo in maniera controllata fino a quando le braccia si arrestano 90°. Durante la discesa è necessario mantenere una buona postura ed evitare oscillazioni a bruschi movimenti compensatori. Dopodiché si inverte il movimento iniziando la risalita nella fase concentrica, per tornare alla posizione di partenza. In questo caso la richiesta di stabilità e coordinazione è molto maggiore rispetto alle altre varianti su struttura stabile, per tanto è necessario un buon condizionamento di partenza.

### Dip machine

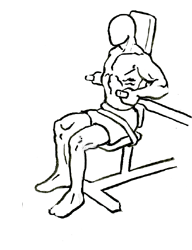
Rappresentazione della dip machine nella fase eccentrica.

La dip machine è la risposta delle dip alla macchina specifica. Di fatto questa modalità le esclude dal novero di esercizi a corpo libero. La dip machine viene praticata in posizione da seduti con il busto in verticale o leggermente flesso, nel caso si intenda dirigere un maggiore lavoro sul grande pettorale. A lato dello schienale sono posizionate due barre mobili da spingere verso il basso in modo che venga simulato il movimento delle dip alle parallele. Il macchinario, sovraccaricato con pacco pesi o dischi, può essere piuttosto utile per i soggetti dotati in partenza di poca forza, come le donne, i neofiti, oppure per i soggetti con un elevato peso corporeo, i quali troverebbero difficoltà nel sollevare il proprio peso. Si tratta di un'esecuzione facilitata, dove il carico non è più dipendente dal peso corporeo e dalla gravità ma da un sovraccarico esterno regolabile. La dip machine può anche consentire di usare un sovraccarico maggiore di quello che si otterrebbe col solo peso corporeo, pertanto essa potrebbe essere usata in alternativa alle varie dip callisteniche con zavorra per ottenere un sovraccarico superiore al carico libero. Proprio per la possibilità di usare carichi superiori al peso corporeo, la macchina viene dotata di imbottiture sotto cui incastrare le ginocchia o i piedi, oppure una cintura, in modo da fare punto fisso e mantenere il tronco aderente allo schienale. Più spesso la dip machine viene utilizzata con il fine di stimolare i tricipiti, ma flettendo il busto in avanti e allargando i gomiti è possibile simulare il movimento delle dip alle parallele per il petto (chest dips).

### Dip al easy power station
Si tratta dell'esercizio praticato sulla easy power station, una struttura simile alla normale dip station ma dotata di una piattaforma la cui forza di spinta è regolabile con contrappesi, che è in grado di facilitare il movimento nella risalita (spesso utilizzabile anche per le trazioni alla sbarra) per compensare l'eventuale carenza di forza. Similmente alla dip machine, la variante su easy power station può permettere un'esecuzione facilitata utile per i neofiti, le donne o i soggetti sovrappeso. Alcune easy power station impongono l'esecuzione in posizione eretta, mentre altre in posizione inginocchiata. In questa struttura la piattaforma è collegata con un pacco pesi tramite una carrucola. Aumentando il carico sul pacco pesi si conferisce alla piattaforma una maggiore forza di spinta verso l'alto, in modo tale che chiunque possa eseguire l'esercizio correttamente con un range di movimento completo. I vantaggi dell'easy power station possono essere paragonabili a quelli riscontrati con la dip machine.

## Ampiezza dell'impugnatura nelle dip alle parallele
L'ampiezza dell'impugnatura nelle dip alle parallele, così come la larghezza dei gomiti o l'inclinazione del busto, rappresenta una variabile che influenza la biomeccanica dell'esercizio e l'attività dei muscoli coinvolti. Se sulle barre parallele non può essere modificata l'ampiezza dell'impugnatura, essa può essere facilmente regolata sulle barre a V convergenti/divergenti (V bar). Queste ultime pertanto possono essere considerate più vantaggiose rispetto alle normali barre parallele per la possibilità di scegliere diverse modalità esecutive e diverse larghezze in modo da poter sollecitare maggiormente alcuni gruppi muscolari rispetto ad altri. Nelle dip alle parallele, se le barre sono poco distanti tra loro obbligando ad un'impugnatura stretta, il braccio tende a muoversi più facilmente lungo una traiettoria comunque bidimensionale, ma molto vicina al piano sagittale. In questo modo si esegue un gesto simile a quello praticato sulle distensioni su panca a presa stretta, ma con una sensibile iperestensione della spalla. Se le barre risultano più distanti tra loro obbligando ad un'impugnatura più larga, la traiettoria del braccio subisce una sensibile alterazione, collocandosi a metà tra il piano sagittale e il piano frontale. In questo caso il movimento può essere molto più simile alle distensioni su panca declinata se il busto viene mantenuto inclinato. In realtà, se l'impugnatura è sufficientemente larga, l'aggiuntiva inclinazione del tronco determina l'introduzione di un terzo piano di lavoro (piano trasverso), rendendo le dip un esercizio eseguito su tre dimensioni. Effettivamente le dip sono state spesso paragonate alle distensioni su panca declinata in termini di gesto motorio, ma queste similitudini dipendono anche dagli angoli di lavoro specifici. Alcuni studi hanno riconosciuto che, durante le distensioni su panca piana, più la presa durante le distensioni risulta larga e meno i tricipiti vengono coinvolti a favore del grande pettorale. Viceversa più l'impugnatura stretta e meno viene sollecitato il grande pettorale (soprattutto nella sua porzione mediale e inferiore). Questo spiega perché le normali distensioni su panca piana sono ritenute un esercizio per sollecitare soprattutto il grande pettorale, mentre le distensioni su panca a presa stretta sono ritenute un esercizio per stimolare i tricipiti. Questi dati sulla variazione della larghezza dell'impugnatura sulle distensioni su panca potrebbero essere ritenute in un certo modo valide anche per le parallele. Proprio come accade su panca, anche sulle parallele un'impugnatura stretta (barre poco distanti tra loro) e i gomiti stretti tenderanno a sollecitare di più i tricipiti e meno il grande pettorale (i fasci più attivi rimangono quelli superiori). Mentre un'impugnatura larga e i gomiti più larghi (con il busto inclinato) tenderanno a sollecitare più il grande pettorale (soprattutto con i suoi fasci inferiori) e meno i tricipiti. Un problema potenziale dato da un'impugnatura troppo larga è l'aumento dello svantaggio di leva. Più l'impugnatura risulta larga e più aumentano le forze di compressione all'interno della spalla. In altre parole l'omero viene compresso con maggiore forza contro la scapola, provocando un'escursione articolare innaturale, scomoda, limitata, e un maggiore stress articolare.

## Inclinazione del tronco nelle dip alle parallele
Come ampiamente trattato, anche l'inclinazione del busto durante l'esecuzione delle dip alle barre parallele o convergenti è in grado di determinare delle alterazioni biomeccaniche significative che influiscono anche sull'attività dei muscoli coinvolti. L'inclinazione del busto porta ad alterare gli angoli di lavoro, i piani di lavoro e la distribuzione delle forze. Per comprendere più nel dettaglio questi meccanismi è necessario menzionare il concetto noto in fisica e in biomeccanica come centro di massa (o baricentro). Esso indica un punto materiale in cui è concentrata la massa totale del corpo, e a cui viene applicata la risultante delle forze esterne che agiscono sul sistema stesso. Nell'esercizio delle dip il centro di massa dovrebbe trovarsi in prossimità del bacino e lungo la linea verticale passante per le mani, le quali rappresentano il punto d'appoggio del corpo in sospensione. Per fare in modo che il centro di massa passi per le mani è necessario trovare il giusto equilibrio, tuttavia esistono diverse possibilità di esecuzione..
Durante la fase eccentrica delle dip alle parallele il gomito subisce una flessione e l'avambraccio si trova dietro al corpo rispetto alla partenza. Come conseguenza, il centro di massa può spostarsi indietro, pertanto per ritrovare l'equilibrio il tronco tende a posizionarsi in verticale. In questa posizione normalmente gli angoli della spalla e del gomito sono tali da aumentare lo svantaggio meccanico, e quindi lo stress muscolare e articolare. Ciò accade perché in questo caso il grado di retroposizione del braccio e il grado di flessione del gomito sono troppo marcati. In conclusione, questa meccanica rende l'esercizio più difficile sotto l'aspetto della forza richiesta, ed è più stressante per i muscoli e per le articolazioni coinvolte (spalla, gomito).
Un'altra possibilità è quella di mantenere l'avambraccio in verticale rispetto al suolo. Questo determina lo spostamento del bacino (e quindi del centro di massa) maggiormente verso avanti. Per fare in modo che il bacino e il centro di massa passino per le mani, è necessario compensare estendendo le cosce. Tale posizione nella fase eccentrica determina come conseguenza l'allineamento del centro di massa con le mani, e una maggiore inclinazione del tronco (a circa 45°). Il vantaggio in questo caso è dato dal fatto che gli angoli della spalla e del gomito sono meno enfatizzati; ovvero, il gomito raggiunge un livello di flessione inferiore (attorno ai 90°), mentre la spalla viene meno retroposta, forzando meno l'iperestensione. Questo riduce lo svantaggio meccanico, e quindi lo stress muscolare e articolare. Un problema potenziale è che questa modalità chiama maggiormente in causa i muscoli incaricati nel mantenere le cosce e il busto in questa posizione, mentre diventa più difficile mantenere l'equilibrio per una corretta esecuzione. Comunque rende le dip simili ad una panca declinata.
Un'ulteriore modalità consiste nel flettere le cosce (portarle verso avanti). Il busto ruota inclinandosi in avanti. Anche il centro di massa si sposta verso avanti, quindi per portarlo indietro lungo la linea verticale passante per le mani, si solleva il bacino e si inclina ulteriormente il tronco in avanti. In questo caso il livello di inclinazione del tronco è simile a quella ottenuta nella variante precedentemente descritta, con la differenza che il centro di massa è spostato più avanti, l'equilibrio è maggiore e il gomito raggiunge un maggiore grado di flessione nella fase eccentrica.
In sintesi, non esiste una forma esecutiva delle dip alle parallele ideale, ma può essere suggerito di evitare le varianti che enfatizzano lo svantaggio meccanico, lo stress muscolare e articolare e quindi gli estremi articolari. Ciò accade quando l'articolazione della spalla e del gomito subiscono rispettivamente un'eccessiva retroposizione e flessione nella fase eccentrica, e quindi soprattutto nella prima modalità descritta, in cui il tronco è più vicino all'inclinazione verticale. Le varianti in cui l'inclinazione del tronco è più tendente al verticale (assieme ai gomiti e all'impugnatura stretta) sono generalmente ritenute più adatte per stimolare i tricipiti, ma provocano una maggiore retroposizione del braccio nel punto più basso del movimento a causa dell'aumento dell'angolo della spalla, e quindi espongono a maggiori stress l'articolazione scapolo omerale. Il braccio (omero) ha infatti una mobilità limitata in retroposizione (fino a circa 50° in iperestensione), e forzarlo oltre il limite fisiologico può facilmente penalizzare la salute articolare, soprattutto in presenza di una ridotta mobilità. Il compromesso sarebbe rappresentato da una leggera inclinazione del tronco in modo da non enfatizzare l'angolo della spalla nel punto più basso. Le varianti in cui il tronco è invece più inclinato (assieme ai gomiti e all'impugnatura più larga) vengono ritenute più adatte per stimolare il petto, e riducono lo svantaggio meccanico articolare e muscolare, conferendo una maggiore sicurezza generale. Infine, è necessario sottolineare che se il tronco è più inclinato, il movimento può essere relativamente più profondo nel punto di massimo abbassamento, perché l'angolo tra il busto e il braccio risulta meno accentuato.

## Utilità delle dip
Le dip sono state denominate, assieme al pullover e alle trazioni alla sbarra, come "lo squat per la parte superiore del corpo". Questo nominativo è dovuto al fatto che il movimento delle dip recluta una buona parte dei distretti muscolari superiori. Sebbene i principali muscoli coinvolti nel ruolo di agonisti siano il grande pettorale, il tricipite brachiale e la porzione anteriore del deltoide, vengono chiamati in causa anche numerosi muscoli stabilizzatori, come il trapezio e altri muscoli della schiena. Alcuni autori hanno segnalato anche un probabile coinvolgimento del grande dorsale come flessore/adduttore del braccio da posizione fortemente retroposta infatti nella fase di risalita potrete sentirlo lavorare. Pur essendo un esercizio in grado di reclutare una vasta muscolatura, i principali gruppi muscolari sollecitati sono i tricipiti e il grande pettorale. Secondo il giudizio di alcuni coach, le dip sono tra i migliori esercizi per i tricipiti, e alcune ricerche sembrano dare ragione a questa considerazione. Comunque, le dip alle parallele potrebbero essere sfruttate anche come esercizio primario per il grande pettorale, e alcuni autori lo considerano una valida sostituzione alla panca piana. A questo proposito, alcune analisi valutarono se le dip alle parallele eseguite al cedimento muscolare potessero predire il massimale su panca piana (1-Repetition Maximum) testando 246 uomini. I ricercatori osservarono che, sebbene le dip alle parallele a cedimento fossero correlate al 1-RM, queste erano inadeguate per predire la forza massimale. Tuttavia, gli autori conclusero che, con l'aggiunta della massa corporea all'equazione, l'esercizio potesse essere utilizzato come metodo accurato per predire la forza massimale su panca piana. Per effettuare questo calcolo, viene indicato di sommare il sovraccarico col peso corporeo, ricavare la percentuale, e infine sottrarre il peso corporeo. L'alta correlazione tra le dip alle parallele e le distensioni su panca per il petto può essere riconosciuta dal fatto che lo schema motorio delle prime ripercorre all'incirca la traiettoria imposta dalle distensioni su panca declinata (se praticate con una biomeccanica specifica). Alcuni autori hanno definito le dip alle parallele (la variante per il petto) come una "panca declinata estrema", a causa del maggiore stress e svantaggio meccanico a cui sono sottoposti il grande pettorale e le articolazioni coinvolte.
(Paolo Evangelista)
(Charles Poliquin)
Come è stato segnalato in alcuni studi, le dip sono in grado di sollecitare significativamente anche molti muscoli stabilizzatori delle scapole, in particolar modo i depressori delle scapole, cosa che non avviene in altri esercizi per il petto o per i tricipiti. I principali depressori delle scapole sono i fasci inferiori del trapezio, il gran dentato, e il piccolo pettorale, e una loro ipotonia può portare a problematiche articolari della spalla. Inoltre i principali depressori delle scapole quali i fasci inferiori del trapezio e il gran dentato, nel tempo tendono all'allungamento e all'indebolimento, provocando una potenziale accentuazione della cifosi toracica. Di norma, i depressori delle scapole contribuiscono a mantenere un certo spazio subacromiale (spazio fra l'acromion e la testa omerale) permettendo una corretta mobilità articolare e l'efficace scorrimento dei tendini della cuffia dei rotatori, del capo lungo del bicipite e della borsa al di sotto dell'arco acromiale. Se non correttamente tonificati, i depressori delle scapole non riescono ad adempiere efficientemente a questo compito, con l'effetto di ridurre lo spazio subacromiale, e risultando di conseguenza in un aumento della probabilità di compressione dei tessuti molli. Pertanto, le dip avrebbero anche la funzione di tonificare questi muscoli per mantenere nel tempo la funzionalità dell'articolazione scapolo-omerale. Viene fatto presente che, per evitare problematiche di questo genere durante l'esecuzione dell'esercizio, sia necessario mantenere le scapole addotte e depresse lungo tutto l'arco di movimento, per evitare ancora la riduzione dello spazio subacromiale.

## Dip come esercizio per il petto o per i tricipiti?: controversie
Il movimento previsto dalle dip si ritiene adatto per stimolare soprattutto il muscolo grande pettorale e il muscolo tricipite brachiale. Per la precisione viene sempre sostenuto il concetto di modificare l'inclinazione del busto e la traiettoria del braccio per distribuire più lavoro su uno dei due gruppi muscolari. Praticate a gomiti larghi e a busto inclinato, sarebbero più adatte per stimolare il grande pettorale (chest dips), a gomiti stretti e a busto verticale per stimolare i tricipiti (triceps dips). Queste ipotesi non sono certe, e non sono state verificate tramite analisi scientifiche dirette. Secondo un'analisi più approfondita dei movimenti in questione:
- Dip per il petto (chest dips): prevedono più normalmente una traiettoria del braccio tridimensionale intermedia tra i piani frontale, sagittale e trasversale, quindi una via di mezzo tra l'adduzione-abduzione, la flessione-estensione e la flessione orizzontale-estensione orizzontale. In alcuni casi il piano di lavoro può risultare frontale, prevedendo un movimento molto vicino alla pura adduzione-abduzione del braccio (come nelle Gironda dip a presa inversa). L'inclinazione del busto, in concomitanza con l'allargamento dei gomiti dovrebbe consentire di limitare il lavoro dei muscoli grande dorsale e grande rotondo, e di imitare il gesto delle distensioni su panca declinata[1][30], esercizio in cui viene sollecitato in maniera importante il muscolo grande pettorale, in particolare con i suoi fasci inferiori[39][40].
- Dip per tricipiti (triceps dips): prevedono una traiettoria del braccio più vicina al piano sagittale, quindi una flessione/estensione della spalla. Il corpo in questo caso si trova completamente in verticale, e questo fa sì che nel picco della fase eccentrica la spalla raggiunga potenzialmente un maggiore grado di iperestensione e il grande pettorale subisca un maggiore allungamento (soprattutto con i fasci clavicolari), a causa dell'aumento dell'angolo tra il braccio e il tronco. Questo movimento, praticabile alle parallele, è anche tipico delle dip su panca.

Fatte queste premesse, è possibile comprendere che la principale differenza tra le dip per tricipiti o per il petto è data dalla differente traiettoria del braccio:
- Nelle dip per i tricipiti il braccio si muove su un piano bidimensionale più vicino al sagittale, mediante una flessione nella fase concentrica partendo da un elevato grado di iperestensione, e un'estensione nella fase eccentrica;
- Nelle dip per il petto il braccio si muove più spesso su un piano tridimensionale intermedio tra il frontale, il sagittale e il trasversale, oppure esegue una pura adduzione (piano frontale) nel caso i gomiti vengano tenuti molto larghi e il busto verticale;

Bisogna riconoscere che in tutti i casi il grande pettorale interviene nella fase concentrica, e non solo nel secondo caso. Il grande pettorale infatti è anche un puro flessore del braccio (con i fasci superiori o clavicolari), pertanto non ci sarebbe motivo per sostenere che le dip per tricipiti escludono o riducono l'intervento del grande pettorale dal lavoro. Lo stesso si può dire per i tricipiti. Questo gruppo muscolare interviene attivamente nell'estensione del gomito, un movimento che si verifica in entrambe le varianti e su tutti i piani di lavoro del braccio con un ROM analogo perché indipendente dalla traiettoria dell'omero. Il reclutamento dei tricipiti potrebbe essere più condizionato dalla larghezza dell'impugnatura (la distanza tra le parallele) che dalla larghezza dei gomiti o l'inclinazione del tonco, come è stato chiaramente determinato nelle distensioni su panca. Poiché nel movimento di adduzione (piano frontale) intervengono altri importanti gruppi muscolari quali il grande dorsale e il grande rotondo, non sembra essere plausibile che le dip con i gomiti larghi e busto verticale riescano ad isolare maggiormente il grande pettorale rispetto alle dip con i gomiti stretti. Tuttavia, è stato osservato che anche sul piano sagittale il movimento di iperestensione del braccio nella fase eccentrica provochi l'allontanamento di origine e inserzione del grande dorsale e del grande rotondo, e ciò potrebbe potenzialmente determinare un loro intervento sinergico di trazione nella fase concentrica anche durante la flessione del braccio se parte dalla posizione iperestesa, come imposto dalle dip a gomiti stretti. Questo potrebbe significare che grande dorsale e grande rotondo abbiano un ruolo in tutte le varianti, sia a gomiti larghi che a gomiti stretti. Un motivo per cui si ipotizza che il grande pettorale intervenga maggiormente con i gomiti larghi potrebbe risiedere nel fatto che la pura flessione del braccio (come nelle dip a presa stretta e gomiti stretti) impone una ridotta attività globale del grande pettorale rispetto alla flessione orizzontale (il movimento della spalla eseguito nelle distensioni su panca o nelle croci). Per la precisione, durante il movimento di pura flessione il capo del grande pettorale principalmente coinvolto è il fascio clavicolare, mentre il fascio sternocostale è meno attivo, e il fascio inferosternale è antagonista. Tuttavia, anche il movimento di pura adduzione impone una ridotta attività del grande pettorale, poiché il fascio principalmente attivo è quello inferosternale (inferiore). Fatte queste considerazioni, si potrebbe ipotizzare che:
- le dip con i gomiti stretti portino a reclutare soprattutto i fasci clavicolari del grande pettorale perché impongono una pura flessione della spalla da posizione iperestesa;
- le dip con i gomiti larghi e il busto flesso portino a sollecitare soprattutto i fasci inferosternali e sternocostali del grande pettorale perché impongono un movimento tridimensionale intermedio tra la flessione, l'adduzione e la flessione orizzontale del braccio;
- le dip con i gomiti larghi e busto verticale portino a sollecitare anch'essi i fasci inferiori del grande pettorale, a causa del movimento di pura adduzione della spalla;
- il reclutamento dei tricipiti viene condizionato dall'ampiezza dell'impugnatura più che dalla larghezza dei gomiti o dall'inclinazione del tronco, dimostrando una maggiore attività con un'impugnatura stretta;

Se si analizza nello specifico il movimento delle dip a gomiti larghi e busto flesso, è possibile notare che questo sia soprattutto di competenza dei fasci inferiori e mediali del grande pettorale, perché il braccio parte dall'alto convergendo verso il basso, similmente a quanto accade con le distensioni su panca declinata. Se il busto non viene inclinato, nella fase concentrica il braccio percorre una pura adduzione, e questo provoca l'intervento importante del grande dorsale e del grande rotondo. Alcuni studi hanno effettivamente verificato che le dip per il petto sollecitano i fasci inferiori (infero-sternali) in maniera significativamente superiore ai fasci mediali (sterno-costali), e ancora più rispetto ai fasci superiori (clavicolari). Questo significherebbe che le tipiche dip per il petto, eseguite con i gomiti sufficientemente larghi (piano bidimensionale) e il busto leggermente inclinato, reclutano soprattutto i fasci inferiori e in maniera poco significativa i fasci superiori. Ad ulteriore conferma di questa constatazione, un maggiore coinvolgimento del petto viene ottenuto portando il tronco in inclinazione anteriore (flessione). In questo modo si tende a mimare il gesto delle distensioni su panca declinta, e sarebbe presumibilmente possibile limitare l'intervento del grande dorsale e del grande rotondo, i quali agiscono come potenti adduttori del braccio in sinergia con il grande pettorale se il tronco viene mantenuto verticale. L'inclinazione del tronco quindi potrebbe essere giustificata anche per ridurre l'intervento del grande dorsale e del grande rotondo, e isolare maggiormente il grande pettorale.
Nonostante sia comunemente accettato che le dip per il petto debbano essere eseguite nella maniera sopra descritta, è altrettanto verificato che nei movimenti di pura flessione del braccio (piano sagittale) - ottenibile con le dip a gomiti stretti - il grande pettorale interviene comunque con i suoi fasci clavicolari (superiori), mentre i fasci inferiori risulterebbero antagonisti. Questo può significare che, poiché le tipiche dip per tricipiti a gomiti stretti e busto verticale impongono un movimento molto vicino alla pura flessione del braccio (piano sagittale), teoricamente queste provocano una certa attivazione dei fasci clavicolari, mentre i fasci inferiori risulterebbero antagonisti o solo debolmente attivati. In altri termini, anche le cosiddette dip per tricipiti sono capaci di sollecitare il grande pettorale, con la differenza che l'area stimolata sarebbe differente. Comunque, alcuni dati smentirebbero la teoria secondo cui le dip alle parallele a gomiti larghi siano più adatte per il petto mentre a gomiti stretti siano più adatte per i tricipiti. In uno studio vennero confrontate le differenze nell'attività EMG del capo lungo del tricipite alle dip alle parallele a gomiti larghi o stretti, e venne osservato che con i gomiti larghi l'attività del capo lungo veniva ridotta in maniera non significativa. Lo stesso studio confrontò anche l'attività del tricipite tra le dip su panca e alle parallele, osservando che le prime sollecitavano leggermente più i capi monoarticolari (mediale e laterale), mentre le ultime stimolavano relativamente più il capo lungo. Altri studi analizzarono i vari esercizi per tricipiti concludendo che sia le dip alle parallele che quelle su panca risultavano tra i migliori esercizi per stimolare questo gruppo muscolare nel suo insieme. Sebbene in queste analisi esistano delle limitazioni, in quanto non è possibile risalire alle diverse modalità esecutive specifiche di questi esercizi, sembra che non esista una grande differenza nell'attività del tricipite tra le dip su panca e alle parallele, o tra le dip alle parallele a gomiti larghi o stretti. Questo solleva molti dubbi sulle comuni teorie che riconoscerebbero delle importanti distinzioni tra queste modalità per stimolare i muscoli coinvolti. Infine, alcuni studi EMG hanno osservato che superati i 90° di flessione del gomito nella fase eccentrica l'attività del tricipite si riduceva significativamente (-12%) rispetto alla flessione fino a 90°. Questo significa che per enfatizzare l'attività del tricipiti, nel picco della fase eccentrica il movimento del gomito può essere limitato ai 90° di flessione, senza superare questo livello.

## La ricerca sull'attività muscolare
L'esercizio è ben poco analizzato nella letteratura scientifica, e ad oggi non vi è alcuno studio pubblicato su importanti riviste scientifiche inerente all'attività muscolare provocata. Ciò nonostante, alcune ricerche sono reperibili. Sembra che la prima ricerca di una certa rilevanza sia stata condotta da Bompa e Cornacchia e pubblicata nel 1998. Vennero analizzati 56 esercizi con lo scopo di classificarli in base al segnale EMG normalizzato per la massima contrazione isometrica volontaria (MVIC). Lo studio comunque presentava delle limitazioni a causa dell'estrema generalizzazione, in quanto registrava il segnale di un singolo muscolo, o spesso un singolo fascio muscolare. Nel caso delle dip venne analizzata solo l'attivazione del capo laterale del tricipite, e solo la variante su panca. Venne registrata un'attività EMG del capo laterale del tricipite dell'87%, superiore a quella di svariati altri esercizi come le distensioni su panca a presa stretta o le french press verticali al cavo o con manubri.
Un altro studio rilevante venne condotto da Tesch e pubblicato in un suo testo del 1999 dedicato interamente all'analisi degli esercizi per il bodybuilding mediante imaging a risonanza magnetica (MRI). Le dip alle parallele (a presa neutra) risultarono superiori alle distensioni con bilanciere su panca a presa stretta per sollecitare tutti i tre capi del tricipite. Ma in aggiunta intervenivano il trapezio e molti altri muscoli della schiena per fornire stabilità nel movimento. Per la precisione, entrambi gli esercizi sollecitavano i capi mediale e laterale del tricipite (i capi monoarticolari), ma le dip sollecitavano significativamente il capo lungo del tricipite al contrario delle distensioni a presa stretta. Tesch riconobbe le dip sia alle parallele che su panca come tra gli esercizi più efficaci per stimolare tutti i tre capi del tricipite.
Un altro studio venne pubblicato nel 2000 da Boeckh-Behrens e Buskies, in tedesco, edito dagli stessi autori. Venne paragonata l'attività dei tre capi del tricipite su diversi esercizi, tra cui le dip alle parallele, le dip tra le panche, i piegamenti sulle braccia (push up), la french press, il kick back e il push down. Furono testati 10 atleti con esperienza di allenamento con i pesi, età media 22 anni, massa grassa media del 13%. Le dip tra le panche (braccia dietro al corpo) risultarono uno degli esercizi in assoluto più efficaci per stimolare i capi laterale e mediale (monoarticolari) del tricipite, superati dal push down. Anche in termini assoluti, questa variante delle dip è risultata solo il 7% meno efficace della french press su panca piana con bilanciere angolato, ovvero il secondo esercizio per tricipiti più efficace con l'attrezzatura. Le dips tra le panche sono risultate significativamente più efficaci delle dip alle parallele per stimolare il capo laterale e mediale, ma le dip alle parallele attivavano il capo lungo del tricipite in maniera maggiore delle dip tra le panche. Lo studio analizzò anche le differenze nel grado di flessione del gomito durante le dip alle parallele, rivelando che superati i 90° di flessione l'attività EMG del tricipite si riduceva significativamente (-12%) rispetto alla flessione fino a 90°. Vennero confrontate anche le differenze nell'attività del capo lungo tra le dip alle parallele con le braccia dietro al corpo (piano sagittale e flessione del braccio) o con i gomiti larghi (piano frontale e adduzione del braccio). Con i gomiti larghi l'attività del capo lungo veniva ridotta ad un livello non significativo (-3%).
Le dip su panca sono state analizzate da Boehler et al. (2011). I ricercatori vollero stabilire quale esercizio per tricipiti fosse in grado di provocare la maggiore attivazione muscolare dell'area, con l'intento di definire quale di questi potesse essere ritenuto il più efficace esercizio per tricipiti. 15 ragazze del college tra i 20 e i 24 anni hanno eseguito 8 esercizi: dip su panca (con talloni a terra), push up a triangolo (mani unite e gomiti verso l'esterno), kick back, french press verticale in piedi (bilaterale con manubrio singolo), push down con barra (presa prona), push down con corda (presa neutra), distensioni su panca a presa stretta e la tradizionale french press su panca piana con bilanciere. È importante considerare che gli elettrodi di superficie vennero posizionati solo sul capo lungo e sul capo laterale, per tanto il capo mediale è escluso dalla valutazione. Secondo i risultati dei ricercatori, non sono state rilevate significative differenze nell'attività EMG dei due capi analizzati tra push up, dip e kick back. Questi tre sono risultati in assoluto i più efficaci per stimolare il capo lungo e il capo laterale tra tutti gli esercizi analizzati. I ricercatori conclusero che questi tre esercizi potessero essere usati interscambialimente per stimolare efficacemente il muscolo tricipite.
Uno studio indipendente condotto da Contreras (2010) stabilì che le dip alle parallele con zavorra (circa 52 kg) erano tra gli esercizi che portavano alla maggiore attivazione media dei tricipiti e dei fasci inferiori del grande pettorale. Questa è stata ad oggi l'unica analisi che ha valutato anche l'attivazione del grande pettorale provocata dalle dip (alle parallele), ed è stato concluso che la variante con zavorra era il miglior esercizio per attivare nel contempo i suoi fasci inferiori e i tricipiti. Data la scarsa rilevanza dello studio, queste conclusioni potrebbero essere speculative. Inoltre non è stata valutata la posizione delle braccia (gomiti larghi o stretti) e l'inclinazione del tronco per poter stabilire le differenze nell'attivazione muscolare dei fasci coinvolti tra le diverse varianti delle dip alle parallele. La variante senza zavorra ha prodotto, inoltre, risultati significativamente differenti e inferiori a quelli di molti altri esercizi.

### Conclusioni
I risultati delle varie analisi sull'attivazione muscolare indotta dalle dip sono controversi e non riescono a rispondere a tutti gli aspetti poco chiari. Secondo Boeckh-Behrens e Buskies (2000) le dip su panca attivavano maggiormente i capi monoarticolari del tricipite e meno il capo lungo, mentre alle parallele riuscivano ad attivare maggiormente il capo lungo rispetto alle quelle su panca. Tesch (1999) riuscì in parte a confermare questa constatazione, rilevando che le dip alle parallele attivavano significativamente anche il capo lungo e risultavano uno degli esercizi più efficaci per sollecitare in un unico movimento tutti i tre capi del tricipite. Tali conclusioni furono confermate anche da Boehler et al. (2011), i quali annoverarono le dip su panca tra gli esercizi più efficaci per stimolare tutti i capi del tricipite analizzati (non venne misurata l'attività del capo mediale), assieme al kick back e al push up a triangolo. Secondo i dati di Boehler et al. (2011) le dip su panca erano significativamente più efficaci della french press nell'attivare tutti i capi del tricipite, ma secondo Boeckh-Behrens e Buskies (2000) le dip erano meno efficaci della french press per questo scopo. Bompa e Cornacchia (1998) stabilirono che l'attivazione del capo laterale del tricipite sulle dip su panca era superiore a quella ottenuta con altri esercizi come la french press verticale unilaterale (da seduto), alla french press verticale al cavo, alle distensioni su panca a presa stretta e al push down unilaterale con presa inversa, nonostante le importanti limitazioni dello studio. Sembra quindi che le dip siano uno degli esercizi più efficaci per stimolare tutti i capi del tricipite brachiale, ma che le dip su panca riescano ad attivare maggiormente i capi monoarticolari, mentre le dip alle parallele enfatizzino l'attività del capo lungo. Ciò nonostante, secondo i risultati di Boehler, anche le dip su panca riuscivano ad attivare significativamente il capo lungo, più della french press orizzontale e verticale.
Per quanto le dip siano considerate ideali anche per la stimolazione del grande pettorale, la ricerca sull'attivazione di questo muscolo indotta dalle dip è molto limitata. L'unico studio che ha preso in esame l'attivazione del grande pettorale è stato quello di Contreras (2010), in cui è emerso che, tra i vari esercizi per il petto, le dip alle parallele con zavorra (circa 52 kg) erano l'esercizio che più riusciva a sollecitare i fasci inferiori del grande pettorale, assieme alle croci. Tuttavia, lo stesso esercizio senza zavorra non produceva un'attivazione muscolare dei fasci inferiori molto superiore a quella indotta da altri esercizi, anche se i fasci inferiori risultavano comunque più attivi rispetto fasci mediali e superiori. Inoltre questo studio non ha scoperto se la modifica della larghezza dei gomiti e quindi della traiettoria del braccio (piano frontale, sagittale o intermedio) possa influire significativamente sul reclutamento del grande pettorale come teorizzato da molti autori.
Una limitazione importante presente negli studi in questione è ritrovabile nel fatto che gli esercizi callistenici come le dip non erano eseguiti ad un'intensità (% 1-RM) comparabile a quella degli altri esercizi con sovraccarichi. Ad esempio, nello studio di Boehler le dip su panca e i push up, essendo a corpo libero, non poterono essere eseguiti alla stessa intensità (70% 1-RM) con cui vennero regolati i carichi di tutti gli altri esercizi con i pesi. Di conseguenza, senza un mezzo per valutare con precisione la quantità di lavoro svolto durante questi due esercizi, i ricercatori non hanno potuto concludere definitivamente che i push-up a triangolo e le dip, due dei tre esercizi che provocavano la maggiore attività muscolare del tricipite, fossero i più efficaci per sollecitarlo. Un problema analogo è emerso nello studio di Contreras. Le dip alle parallele con zavorra da 52 kg provocarono la maggiore attivazione dei fasci inferiori del grande pettorale tra tutti i numerosi esercizi testati, tuttavia le dip a corpo libero (lo stesso esercizio senza zavorra) non produssero risultati molto superiori a quelli ottenuti con altri esercizi. Questo a significare che la differente intensità relativa determina, o può determinare, una differente attivazione muscolare specifica, talvolta anche marcata. È probabile che anche negli altri studi l'analisi dell'attività muscolare fosse stata misurata senza pareggiare l'intensità (% 1-RM) tra gli esercizi. Ad ogni modo queste controversie sollevano ulteriori dubbi sulle conclusioni delle varie ricerche scientifiche e rimettono in discussione la maggiore efficacia attribuita alle dip sia per la stimolazione globale del tricipite che per quella dei fasci inferiori del grande pettorale.
Sintesi:
- le dip sono risultate uno dei migliori esercizi per attivare simultaneamente tutti i capi del tricipite brachiale;
- le dip su panca sono risultate relativamente più efficaci per reclutare i capi monoarticolari del tricipite (mediale e laterale), mentre le dip alle parallele sono risultate relativamente superiori per sollecitare il capo lungo del tricipite;
- i fasci inferiori del grande pettorale sono maggiormente sollecitati dalle dip alle parallele per il petto rispetto ai fasci mediali e superiori;
- non è chiaro se la modifica della traiettoria del braccio sulle dip alle parallele riesca ad alterare significativamente l'attivazione del grande pettorale, come comunemente teorizzato, mentre tricipiti non verrebbero significativamente condizionati da questa modifica.

## Rischio infortuni
La spalla è l'articolazione più mobile del corpo, e, mancando generalmente di una stabilità normalmente supportata dalle ossa circostanti, essa deve fare più affidamento su strutture attive (muscoli) e su strutture passive (capsula articolare, legamenti, ecc) per ottenere la stabilità, e ciò fa sì che sia più incline all'infortunio. Effettivamente, dopo la bassa schiena, nell'esercizio con sovraccarichi la spalla è l'articolazione più esposta ad infortuni assieme al ginocchio. Esercizi come la distensioni su panca ad esempio, creano compressione all'interno della capsula articolare, aumentando le forze di taglio e l’impingement delle terminazioni nervose.
Le dip impongono all'articolazione della spalla di percorrere più spesso un piano bidimensionale intermedio il frontale e il sagittale. Ciò significa che nella fase eccentrica il braccio compie un movimento tra l’iperestensione e l’abduzione. L'iperestensione è un movimento definito come l'estensione di un'articolazione oltre la posizione neutra. Mentre in alcune articolazioni, come quella del ginocchio o del gomito, tale movimento può essere innaturale e lesivo per l'integrità articolare, in altre articolazioni, come la spalla, l'anca e il polso, l'iperestensione può essere giudicata nei limiti come un movimento fisiologico e accettabile. Nel caso della spalla, l'iperestensione di verifica quando da posizione neutra a 0° di estensione (braccia lungo i fianchi) il braccio viene spinto in retroposizione rispetto al tronco sul piano sagittale. L'iperestensione fisiologica normalmente raggiunge circa i 50°, ma è da notare che le dip comportano una retroposizione passiva del braccio che può superare questo livello, forzando i limiti di mobilità fisicologici se l'esecutore non arresta il movimento volontariamente, o se il tronco risulta più vicino all'inclinazione verticale (aumentando l'angolo tra braccio e busto). Anche se la retroposizione del braccio durante le dip si verifica più spesso su un piano bidimensionale e non puramente sagittale, questo potrebbe portare a stirare la capsula articolare e ridurre la sua capacità di stabilizzarsi e di produrre forza, rendendolo un esercizio a rischio infortuni. Inoltre, come l'omero si estende durante la fase di discesa esso ruota internamente, aumentando il rischio di impingement, forzando un movimento delle spalle che può compromettere la stabilità nell'intera regione scapolotoracica. Comunque, tale problematica si presenta soprattutto nelle varianti che impongono un movimento molto vicino, se non pienamente riconoscibile, come un’iperestensione sul piano sagittale. Notoriamente, le varianti che tendono a portare il braccio a muoversi su questo piano sono le dip su panca, la dip machine o le dip coreane. Ad esempio, su panca si può facilmente essere portati ad aprire la cassa toracica, elevare le scapole e accentuare la cifosi toracica, e questo, in concomitanza con un marcato abbassamento del corpo durante la fase eccentrica, può contribuire a forzare l'iperestensione dell'omero oltre i limiti fisiologici. Questa meccanica espone ad un maggiore rischio infortunistico, soprattutto se si accusa una scarsa mobilità articolare in iperestensione. Tuttavia, la biomeccanica propria delle dip su panca (o di altre varianti simili) non dovrebbe essere scambiata con quella che caratterizza normalmente le dip alle parallele o altre varianti che non portano l'omero in pura iperestensione su piano sagittale.
La letteratura riporta casi di lesioni articolari alla spalla a causa delle dip, anche se questo può essere dovuto al fatto che esse non sono un esercizio "di prestazione" come la panca piana o lo squat, e di conseguenza sono meno analizzate nella letteratura scientifica. Più spesso l'instabilità anteriore della spalla è stata attribuita ai movimenti di iperestensione orizzontale del braccio, un movimento distinto dalla traiettoria imposta dalle dip in quanto eseguito sul piano puramente trasversale. L'instabilità anteriore della spalla può essere dovuta ad un trauma acuto dove la capsula o il labbro glenoideo subiscono una lesione, oppure può essere atraumatica, rappresentando una tendenza alla lassità della capsula articolare. Quando la capsula risulta sia lassa che usurata, essa può non essere in grado di sostenere i movimenti della spalla come l'estrema abduzione e la rotazione esterna. Pertanto, gli esercizi che pongono la spalla in questa posizione di estrema estensione orizzontale, come le distensioni su panca, le croci, e la pectoral machine, dovrebbero essere modificati o sostituiti per evitare lo stress articolare. Una ripetuta iperestensione orizzontale del braccio, ovvero spingendo i gomiti in retroposizione sul piano trasversale fino al punto in cui si trovano dietro alla schiena, aggravato dall'uso di alti carichi, può portare a processi degenerativi. Le dip sono di fatto l'unica categoria di esercizi con sovraccarichi che impone la massima retroposizione (intermedia tra iperestensione e abduzione) in intrarotazione della spalla. Più spesso le lesioni articolari dovute all'iperestensione della spalla, come la rottura del muscolo sottoscapolare, sono state segnalate se il braccio partiva da una posizione abdotta raggiungendo un'estrema extrarotazione. Questo movimento è ancora riconoscibile come iperestensione orizzontale (piano trasversale) movimento differente da quello imposto dalle dip nella fase eccentrica. Comunque, alcuni studi riportarono casi in cui l'iperestensione forzata della spalla (come avviene nelle dip a gomiti stretti) aveva causato la rottura del muscolo sottoscapolare. Anche se le lesioni alla spalla sono più spesso segnalate nei movimenti di estrema estensione orizzontale (non correlati alle dip), anche alcune varianti delle dip alle parallele per il petto potrebbero imporre un piano di lavoro simile, data la natura del movimento potenzialmente su tre dimensioni.
Secondo alcuni autori, lo stress sull'articolazione della spalla può avvenire già in partenza, ancora prima che la spalla inizi l'iperestensione, ovvero quando i gomiti sono completamente estesi e bloccati lungo i fianchi (cioè in lock out). In questa posizione il corpo viene trazionato verso il basso e le spalle compresse dalla forza di gravità. Le scapole subiscono passivamente l'elevazione la rotazione laterale, e l'omero tende a spostarsi verso l'esterno e verso l'alto, pertanto le forze di compressione fanno in modo che la testa dell'omero prema sulla volta acromiale riducendo lo spazio subacromiale, e schiacciando la cuffia dei rotatori e la borsa. Questa condizione può essere evitata se nella posizione di partenza viene esercitata un'azione contro resistenza tramite l'adduzione, la rotazione mediale e l'abbassamento delle scapole in modo da rendere l'articolazione più rigida e meno sensibile alle forze esterne. Questo accorgimento conferisce una maggiore stabilità articolare prevenendo la pressione della testa dell'omero contro l'acromion.
Per quanto concerne casi di infortunio dovuti all'esecuzione delle dip, sono stati documentati due casi di soggetti che subirono uno la rottura bilaterale del grande pettorale e l'altro dei tendini durante l'esecuzione alle parallele (Carek e Hawkins, 1998; Potter et al., 2004). Gli stessi autori descrivono il caso di un atleta che ebbe la rottura di entrambi i capi del grande pettorale eseguendo le dip alle parallele con zavorra. Potter et al. (2004) segnalarono un caso simile di simultanea rottura bilaterale del tendine del grande pettorale durante l'esecuzione delle dip alle parallele a presa larga. Del primo case report si sa che fu usata la zavorra. Nel secondo caso si trattava di un uomo di 48 anni senza precedenti infortuni che eseguì le dip con l'impugnatura a presa larga. Durante il picco della fase eccentrica, egli percepì dolore e un rumore udibile nella zona delle ascelle, cadendo a terra. Notò subito un immediato dolore con conseguente gonfiore ed ecchimosi sulle ascelle, accusando una sensibile diminuzione della forza nell'adduzione e nella rotazione interna con entrambe le braccia. L'analisi rivelò la rottura bilaterale dei tendini del grande pettorale, con una marcata e visibile retrazione mediale del muscolo durante la contrazione isometrica, con debolezza nell'adduzione e nell'intrarotazione della spalla. Dopo un intervento chirurgico il soggetto riacquistò quasi completamente la funzionalità del grande pettorale, tornando ad allenarsi con i pesi senza riportare particolare fastidio. Comunque, entrambi i case report presentavano delle condizioni - l'uso di zavorra e l'impugnatura larga rispettivamente - che possono predisporre a infortuni. L'impugnatura larga, come nel caso descritto da Potter et al., impone uno svantaggio di leva e un aumento delle forze di compressione all'interno dell'articolazione della spalla, mentre la zavorra aumenta sensibilmente l'intensità dell'esercizio e quindi le forze di compressione e le forze di taglio.
Esiste qualche evidenza a sostegno del fatto che i powerlifter e i pesisti olimpici registrino un tasso leggermente inferiore di infortuni rispetto culturisti. Ad esempio, nonostante i powerlifter utilizzino carichi molto maggiori dei culturisti su panca piana, i primi sembrano riportare una minore incidenza di rotture del grande pettorale. Alcuni autori suggerirono che parte di questa causa potesse essere dovuta ad volume di lavoro esagerato adottato dai culturisti, cosa invece evitata dai powerlifter. Un elevato volume specifico (sul singolo gruppo muscolare) si traduce in affaticamento del muscolo pettorale, predisponendolo alla rottura. Poiché non sembra essere stata analizzata nello specifico la natura del movimento nei casi di infortunio durante le dip alle parallele sopra riportati, non è possibile sapere se i soggetti infortunati avessero eseguito un movimento scorretto tale da provocare l'incidente, se fossero fuori allenamento o non fossero adatti all'esercizio, oppure se sia la natura intrinseca delle dip ad esporre al rischio infortuni anche nel caso il movimento venga eseguito correttamente con un adeguato grado di allenamento e carichi contenuti. Tuttavia, riconoscendo l'alto volume specifico come un potenziale fattore di rischio infortunistico, potrebbe essere consigliabile moderare la mole di lavoro su un singolo gruppo muscolare a titolo precauzionale per prevenire queste problematiche, specie se gli esercizi sono riconosciuti in letteratura come potenzialmente a rischio.

## Aspetti biomeccanici

Rappresentazione dei tre piani di lavoro. Soprattutto nelle varianti orientate principalmente allo stimolo del grande pettorale, il movimento del braccio durante le dip tende ad essere tridimensionale, per tanto si muove su tre piani, o su un piano intermedio tra i tre. Nelle dip per tricipiti il piano di lavoro del braccio è bidimensionale, intermedio tra la flessione e l'adduzione.

Il movimento anatomico imposto dall'esercizio delle dip è il piegamento. In questo caso esso consiste nella retroposizione del braccio e nella flessione del gomito nella fase eccentrica. Il movimento inverso comporta un riavvicinamento delle braccia ai fianchi e l'estensione dei gomiti. Più precisamente, le dip impongono al braccio di seguire una traiettoria su un piano normalmente bidimensionale, che, nella fase eccentrica, è intermedio tra l’iperestensione e l’abduzione del braccio. Questo lascia intendere che le dip non prevedono un movimento su un unico piano di lavoro.
Tradizionalmente, se le dip vengono praticate col fine di stimolare maggiormente il muscolo grande pettorale, la traiettoria del braccio tenderà a collocarsi tra l'abduzione (piano frontale) e l'iperestensione (piano sagittale), allargando i gomiti e l'impugnatura. Mentre se il fine è quello di stimolare selettivamente i tricipiti, il braccio seguirà una traiettoria più vicina all'iperestensione (piano sagittale), stringendo i gomiti e l'impugnatura. Una traiettoria che tende al piano sagittale è più facilmente attuabile nelle varianti come le dip su panca, le dip coreane o la dip machine. Anche l'inclinazione del busto è una variazione che si ritiene possa localizzare un maggiore lavoro su uno dei due gruppi muscolari. Se il tronco viene mantenuto in verticale e i gomiti rimangono stretti, si esegue un movimento bidimensionale più vicino alla flessione della spalla. Solitamente, questa scelta viene adottata per stimolare i tricipiti. Se il tronco viene mantenuto inclinato e i gomiti vengono allargati, la traiettoria del braccio percorre un piano tridimensionale. Questa variazione della traiettoria viene adottata per stimolare maggiormente il grande pettorale, in concomitanza con un maggiore allargamento dell'impugnatura. L'inclinazione del tronco, ancora più con l'allargamento dell'impugnatura, tende a modificare la traiettoria del braccio, che dalla pura adduzione (se il tronco fosse verticale) passa ad un movimento su un piano tridimensionale simile a quello che caratterizza la panca declinata. Questo in teoria permetterebbe di ridurre relativamente l'intervento di altri potenti adduttori del braccio quali il grande dorsale e il grande rotondo, che agiscono in maniera importante durante i movimenti di adduzione. Non a caso, alcuni studi EMG osservarono che, seppure l'attività del grande dorsale risultasse molto bassa in tutte le varianti delle distensioni su panca (piana, inclinata, declinata) alla smith machine, questo muscolo risultava relativamente più attivo nella panca declinata rispetto alle altre. Poiché il movimento delle dip in cui si simula la panca declinata tende ancora più all'adduzione (braccia lungo i fianchi nel picco della fase concentrica), si potrebbe presumere che l'attività del grande dorsale (e quindi del grande rotondo) sia ancora maggiore. Comunque, è stata espressa anche da alcuni autori l'ipotesi che nelle dip il grande dorsale intervenga eccezionalmente come flessore dell'omero (funzione che normalmente non gli compete), poiché nel punto inferiore del movimento, l'omero viene retroposto rispetto al torace ad un livello tale che il grande dorsale eserciterebbe la funzione di flessore.

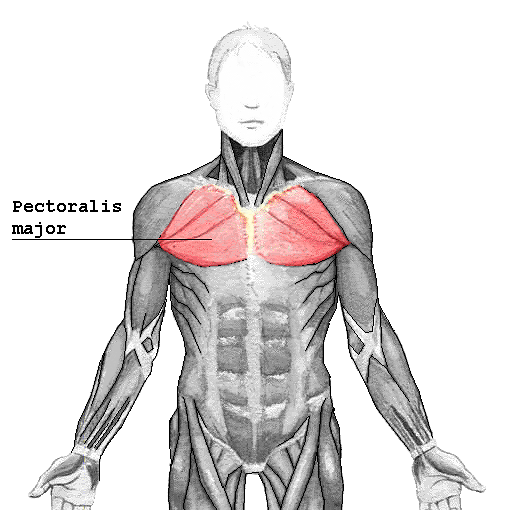
Rappresentazione anatomica del grande pettorale: nelle dip alle parallele (e a gomiti larghi) intervengono principalmente i fasci inferosternali e sternocostali; nelle dip su panca (o a gomiti stretti) è più probabile l'intervento predominante dei fasci clavicolari.

Per quanto riguarda l'attività del grande pettorale, i fasci specifici coinvolti potrebbero differire in base alla variante e alla traiettoria scelta. Nelle varianti in cui il movimento è molto più vicino alla flessione della spalla sul piano sagittale (dip su panca o dip coreane), è più probabile che la porzione del grande pettorale principalmente reclutata sia quella rappresentata dai fasci clavicolari o superiori, perché più implicati nella flessione della spalla rispetto alle altre porzioni del muscolo. Se il movimento prevede una traiettoria a metà tra la flessione e l'adduzione, e quindi tra il piano sagittale e il piano frontale (come più facilmente avviene sulle parallele), è più probabile che intervengano i fasci inferosternali e sternocostali escludendo i fasci clavicolari, in quanto responsabili di questo movimento. Analisi elettromiografiche sulle dip alle parallele per il petto hanno effettivamente confermato che i fasci inferiori del grande pettorale siano i più coinvolti, seguiti dai fasci mediali, e con un intervento minimo dei fasci superiori.

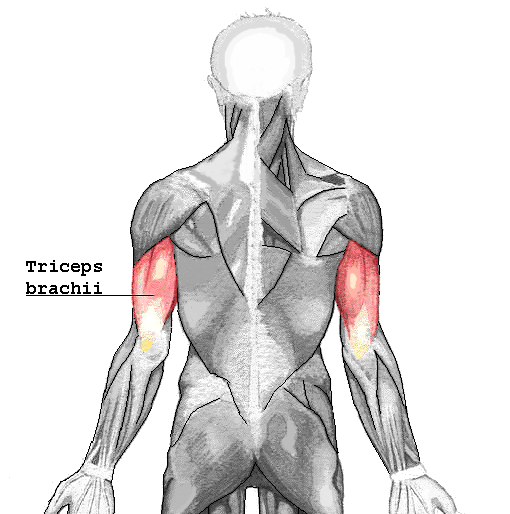
Rappresentazione anatomica del tricipite brachiale: nelle dip alle parallele sembra che l'attività del capo lungo sia più significativa, mentre nelle dip su panca i capi monoarticolari dovrebbero essere più coinvolti.

Circa l'attività del tricipite brachiale, le dip hanno dimostrato una forte sollecitazione di questo muscolo grazie all'importante coinvolgimento dei gomiti nell'estensione, tanto da essere state considerate tra gli esercizi più efficaci per stimolare questo gruppo muscolare. Per la precisione, in alcune analisi è stato osservato che le dip su panca funzionavano meglio per stimolare i capi monoarticolari (capo mediale e capo laterale), e meno per il capo lungo del tricipite. Le dip alle parallele riuscivano ad attivare in maniera più significativa il capo lungo e relativamente meno i capi mediale e laterale. Secondo altre analisi, le dip alle parallele e su panca sono risultate tra gli esercizi più efficaci per sollecitare il tricipite brachiale nel suo insieme. Sembra comunque che le dip alle parallele siano in grado di attivare maggiormente il capo lungo del tricipite rispetto a quelle su panca. Questo può essere dovuto al fatto che il capo lungo del tricipite partecipa al movimento di adduzione della spalla (nelle dip alle parallele a gomiti larghi), ma non al movimento di flessione della spalla (nelle dip su panca), e il suo intervento come estensore è più significativo a braccia abdotte.
Esistono anche alcuni dati sull'ideale grado di flessione massima del gomito nel picco della fase eccentrica. In queste analisi è stato osservato che superati i 90° di flessione l'attività EMG del tricipite si riduceva significativamente (-12%) rispetto alla flessione fino a 90°. Pertanto superare i 90° di flessione del gomito abbassando ulteriormente il corpo non avrebbe un impatto positivo sull'attività del tricipite né sul suo tendine.

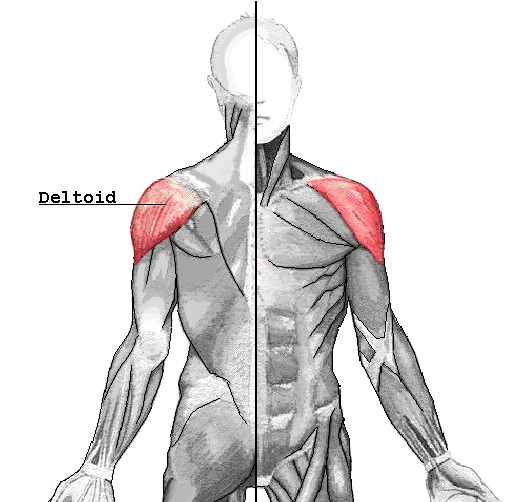
Rappresentazione anatomica del muscolo deltoide: la porzione principalmente coinvolta nelle dip nel ruolo di agonista è rappresentata dal capo anteriore, ed è probabile che questo risulti più attivo nei movimenti più vicini alla flessione (piano sagittale) che all'adduzione (piano frontale), cioè a gomiti stretti piuttosto che larghi.

Il terzo fascio muscolare specifico normalmente citato come agonista nell'esercizio delle dip è il capo anteriore del deltoide. Nei vari studi in cui è stata analizzata l'attività muscolare durante le dip non è mai stata valutata l'attivazione del deltoide anteriore. La sua funzione di agonista è comunque molto probabile soprattutto in certe varianti. Il capo anteriore e il capo laterale del deltoide intervengono entrambi nell'elevazione del braccio, ma il capo anteriore ha un maggiore ruolo sul piano sagittale (flessione), mentre il capo laterale è più attivo durante l'abduzione (piano frontale o coronale). Poiché le dip con i gomiti larghi (piano frontale) prevedono un'adduzione nella fase concentrica, in questo caso il deltoide avrebbe un ruolo antagonista, in quanto responsabile del movimento inverso. In alcuni studi è stato infatti proposto che i movimenti di adduzione enfatizzino il ruolo depressorio dell'omero ad opera della cuffia dei rotatori, senza attivare le forze di trazione superiore da parte del deltoide. Visto che le dip possono essere eseguite mediante una flessione, un'adduzione o un piano bi o tridimensionale, si può presumere che il capo anteriore sia generalmente più coinvolto se il braccio esegue un movimento più vicino ad una flessione (piano sagittale) che ad un’adduzione (piano frontale). Se le dip vengono eseguite con i gomiti larghi (adduzione della spalla), è probabile che l'attività del deltoide anteriore venga ridotta al minimo, perché esso non viene riconosciuto come adduttore del braccio. Ad esempio, studi EMG che valutarono l'attivazione di questo muscolo durante le distensioni su panca piana, inclinata o declinata, segnalarono che il suo intervento si riducesse in proporzione alla declinazione della panca e viceversa. Questi dati potrebbero indicare che più i gomiti risultano stretti - rendendo il movimento del braccio più vicino alla flessione che all'adduzione - più l'intervento del deltoide anteriore è significativo.
Alcuni studi sull'analisi dell'attivazione muscolare durante la flessione del braccio hanno indicato che in questo movimento intervengono il deltoide anteriore, il grande pettorale, il sovraspinato, l'infraspinato, il gran dentato, e il trapezio superiore e inferiore, mentre il sottoscapolare viene attivato meno di sovraspinato e infraspinato. Altri studi hanno osservato che le tre parti del deltoide, il trapezio superiore e l'infraspinato risultano più attivi quando il braccio è più elevato (in flessione o in abduzione) rispetto a quando si trova lungo i fianchi. L'attività del sovraspinato aumenta maggiormente durante la prima parte dell'elevazione del braccio (0-45°) e meno nella seconda parte (45-90°). Tuttavia, negli studi elettromiografici in cui è stata analizzata l'attivazione muscolare durante la flessione della spalla, la flessione partiva da 0°, ovvero da lungo i fianchi verso avanti, e non da un grado di marcata iperestensione/abduzione (braccia retroposte) come avviene nel punto più basso delle dip. In altre parole, mentre il normale movimento di flessione del braccio analizzato negli studi prevede un movimento che parte da lungo i fianchi verso l'alto, l'anteoposizione del braccio durante le dip parte da un livello marcato di retroposizione rispetto al busto, fino a raggiungere i fianchi, per tanto si tratta di due traiettorie diametralmente opposte. Inoltre, le dip di solito non impongono una pura flessione del braccio, ma un movimento su due o su tre dimensioni. Per questo i risultati degli studi sull'attivazione muscolare indotta dalla flessione del braccio potrebbero facilmente non corrispondere ai risultati ottenibili durante le dip a gomiti stretti. Tuttavia, ciò che si potrebbe estrapolare da queste analisi, è che i muscoli della cuffia dei rotatori che partecipano più rilevantemente alla flessione della spalla (sovraspinato e sottospinato) vengano particolarmente sollecitati, in quanto più attivi nella prima metà del movimento.
Un altro gruppo di muscoli coinvolto nel movimento è quello degli stabilizzatori e depressori delle scapole. Le dip provocano il trazionamento del corpo verso il basso a causa della forza di gravità, e i depressori delle scapole devono fare resistenza per contrastare l'elevazione passiva delle scapole. I depressori delle scapole sono principalmente il trapezio con i suoi fasci inferiori, il gran dentato con i suoi fasci inferiori, il piccolo pettorale. Viene normalmente suggerito di mantenere le scapole depresse mendiante l'azione isometrica e stabilizzatrice di questi muscoli durante l'esecuzione delle dip in modo da evitare la compressione della testa dell'omero sulla volta acromiale, che avrebbe l'effetto di ridurre lo spazio subacromiale, e quindi schiacciare la cuffia dei rotatori e la borsa. In questo senso i depressori delle scapole non eserciterebbero una contrazione dinamica ma statica, anche se è possibile che nel picco della fase eccentrica le scapole tendano a scivolare verso l'alto e verso l'esterno per permettere un aumento della mobilità della spalla in retroposizione. In tal senso i depressori avrebbero una funzione dinamica riportando a deprimere le scapole nella fase concentrica, anche se viene generalmente sconsigliata la mobilizzazione delle scapole durante il movimento, ma piuttosto un loro mantenimento in posizione depressa.

### Muscoli agonisti e sinergici coinvolti nell'esercizio delledip
Muscoli coinvolti nella flessione della spalla (piano sagittale):*
- Muscolo grande pettorale (fasci clavicolari)
- Muscolo grande dorsale[64] (da braccio retroposto)
- Muscolo grande rotondo[64] (da braccio retroposto)
- Muscolo deltoide (anteriore)
- Muscolo coracobrachiale
- Muscolo bicipite brachiale
- Muscolo sottoscapolare
- Muscolo sovraspinato

*in buona parte dei casi il movimento della spalla avviene in un piano bidimensionale tra il sagittale e il frontale, per tanto risulta intermedio tra la flessione e l'adduzione.
Muscoli coinvolti nell' adduzione della spalla (piano frontale):*
- Muscolo grande pettorale (fasci inferosternali e sternocostali)
- Muscolo grande dorsale
- Muscolo grande rotondo
- Muscolo deltoide (posteriore)
- Muscolo coracobrachiale
- Muscolo tricipite brachiale (capo lungo)
- Muscolo sottoscapolare
- Muscolo sottospinato

Muscoli coinvolti nella depressione della scapola:
- Muscolo trapezio (fasci ascendenti e mediali)
- Muscolo gran dentato
- Muscolo piccolo pettorale

Muscoli coinvolti nell' estensione del gomito:
- Muscolo tricipite brachiale
- Muscolo anconeo